# Treasure of the Sea
Treasure of the Sea è un film muto del 1918 diretto da Frank Reicher. Prodotto e distribuito dalla Metro Pictures Corporation, aveva come interpreti Edith Storey, Lew Cody, Louis Willoughby, Josef Swickard, William De Vaull, Tote Du Crow.

## Trama
Convinto che Margaret Elkins abbia rifiutato la sua proposta di matrimonio a causa del loro differente status finanziario, Henry Ames abusa della sua carica di procuratore per rovinare Thomas, il padre di Margaret. Lei, però, è indotta a credere che il responsabile sia Jim Hardwick e, volendo vendicarsi, pensa a un piano per farsi giustizia da sola. Quando i due si incontrano sulla costa del Pacifico, lui si innamora di lei. Una furiosa tempesta mette a nudo sulla spiaggia il relitto di una nave naufragata. I due, ognuno per proprio conto, assumono una squadra di operai per scavare e trovare il tesoro. Margaret, sempre convinta della colpevolezza di Jim, ordina ai suoi uomini di catturarlo e chiuderlo a chiave all'interno di una cabina. Ma quando giunge anche Henry, il vero responsabile del disastro finanziario in cui è rimasto coinvolto suo padre, Margaret sente discutere i due uomini e finalmente si rende conto che Jim è innocente e che il vero colpevole è proprio Henry. La ragazza viene poi salvata da Jim dopo che gli operai, avendo fatto baldoria, ormai ubriachi fradici, l'hanno aggredita. Margaret confessa all'uomo di contraccambiare il suo amore e i due possono finalmente amarsi senza che alcuna nuvola offuschi più il loro cielo.

## Produzione
Il film, prodotto dalla Metro Pictures Corporation, venne girato all'isola di Catalina.

## Distribuzione
Il copyright del film, richiesto dalla Metro Pictures Corp., fu registrato il 16 aprile 1918 con il numero LP12313 sotto il titolo di Treasure.
Distribuito dalla Metro Pictures Corporation, il film uscì nelle sale statunitensi il 22 aprile 1922.
Non si conoscono copie ancora esistenti della pellicola che viene considerata presumibilmente perduta.